# François Bossebœuf
François Joseph Édouard Bosseboeuf, né le 2 mars 1862 à Langeais et mort le 24 juin 1943, est un prêtre catholique, écrivain et journaliste français

## Biographie
Originaire du Poitou, François Bossebœuf est le fils de François Bossebœuf, régisseur du comte de Falloux puis de l'amiral marquis de Fayolle au domaine de Châteaufort à Langeais, et de Catherine Rosalie Pascault. Il est le frère de Louis-Auguste Bosseboeuf et de Charles Bossebœuf.
Après le Petit séminaire de Tours, il suit ses études de théologie et de droit canon au Grand séminaire de Tours. Ordonné prêtre en 1885, il est nommé vicaire de la paroisse Saint-Étienne de Tours.
L'année suivante, son archevêque, le cardinal Guillaume Meignan, l'envoie poursuivre ses études au sein des Facultés catholiques d'Angers, où il obtient sa licence ès sciences naturelles (1889) puis en droit. Professeur de sciences au petit séminaire et inscrit au barreau comme avocat, il s'intéresse également aux questions historiques (Touraine, Anjou) et devient secrétaire de la Société archéologique de Touraine.
Il dirige plusieurs journaux, dont La Semaine religieuse de la ville et du diocèse de Tours à partir de 1915.
En 1898, il est candidat catholique aux élections législatives dans la première circonscription de Maine-et-Loire. Arrivant en tête au premier tours, il échoue avec 8 216 voix au second tours contre 11 429 pour le candidat radical Jean Joxé. Il continue de donner des conférences et de se consacrer aux œuvres sociales.
Se consacrant par la suite à la prédication, il sert comme aumônier de deux hôpitaux militaires de Tours durant la Première Guerre mondiale.

## Publications
- Canonisation de sainte Bernadette (1934)
- Quatrième centenaire de la découverte du Canada par Jacques Cartier (1934)
- Un portrait inconnu et original de Saint François de Sales (1932)
- Les Arts industriels en Touraine (1893)